# Protezione distanziometrica
La protezione distanziometrica o relè distanziometrico è un'apparecchiatura elettronica utilizzata all'interno delle cabine primarie per rilevare i guasti lungo una linea di alta tensione.
L'utilizzo di relè distanziometrici si rende necessario in quanto l'intera rete AT è interconnessa, non ha quindi nessun punto di sezionamento fisso.
Un guasto lungo una linea farebbe aprire quindi tutti gli interruttori AT di tutte le cabine della linea creando un black out molto esteso e un disservizio notevole.
Un relè distanziometrico invece rileva la distanza elettrica tra la cabina in cui è installato e il guasto, automatizzando così la selezione e disalimentazione del tronco guasto.
Viene tarato con i valori relativi alla distanza tra la cabina in cui è installato e le due successive lungo la linea e con i relativi tempi di intervento.
Un guasto lungo la linea farebbe aprire immediatamente gli interruttori delle protezioni più vicine e, nel caso queste non intervengano, via via quelle più distanti.

## Esempio
... CABINA A ← 2 km → CABINA B ← 6 km → CABINA X ← 3 km → CABINA C ← 7 km → CABINA D ..
Tutte le cabine della linea hanno 2 relè distanziometrici, prendiamo in esame la cabina X.
Questa ha due protezioni distanziometriche: una per la linea verso la cabina B e una per la linea verso la cabina C. Il primo relè viene tarato con i valori: 6 km, 8 km (6+2), 0,7 sec, 1 sec; il secondo invece con i valori: 3 km, 10 km (3+7), 0,7 s, 1 s.
- 1º caso: Il guasto è a 2 km dalla cabina X verso la cabina C: il secondo relè rileva che il guasto è vicino e fa aprire immediatamente l'interruttore a protezione della linea. Ovviamente anche la protezione installata sulla cabina C rileva che il guasto è vicino e quindi apre anch'essa l'interruttore disalimentando completamente il tronco guasto.

- 2º caso: Il guasto è a 5 km dalla cabina X verso la cabina C: il secondo relè rileva che il guasto è oltre la prossima cabina ed attende l'intervento delle protezioni installate nella cabina C. Per questo motivo viene impostato un ritardo (nell'esempio di 0,7 sec) prima di far aprire l'interruttore. Se non intervengono le protezioni della cabina C, la cabina X e la cabina D si prendono carico di disalimentare il tronco guasto, che in questo caso comprende anche la cabina C.

- 3º caso: Il guasto è oltre la cabina D a 15 km dalla cabina X: il relè attende che intervengano prima le protezioni delle cabine intermedie (cabina C, D, E, ecc.). Se il guasto persiste dopo il ritardo di seconda soglia (1 secondo) fa aprire l'interruttore.

Con questo sistema si hanno due vantaggi: il primo è che la selezione del tronco è automatica e pressoché immediata senza dover fare dei tentativi, il secondo è che nel caso di un malfunzionamento delle protezioni (guasto, mancanza di tensione, ecc) di una cabina intervengono quelle delle cabine limitrofe.